# Fossnes
Fossnes (eller Valberg) är en tätort i Sandefjords kommun i Vestfold fylke i sydöstra Norge. Orten ligger vid fylkesväg 3160, väster om Europaväg 18.
Tidigare har orten tillhört dåvarande Stokke kommun.